# Ruthy Hebard
Ruth Hebard, née le 28 avril 1998 à Chicago, Illinois, est une joueuse professionnelle américaine de basket-ball jouant au poste d'ailier fort.

## Biographie

### Jeunesse
Alors qu’elle était au lycée de West Valley à Fairbanks, en Alaska, Ruthy Hebard remporte trois fois le Gatorade State Player of the Year award de 2013 à 2015, et est élue deux fois joueuse de l’année de l’Alaska en 2015 et 2016,.

### Carrière universitaire
Elle rejoint ensuite l'université de l'Oregon pour jouer avec l'équipe universitaire NCAA, des Ducks de l'Oregon.

#### Freshman
En première année, Hebard marque en moyenne 14,9 points et prend 8,5 rebonds par match. Le 15 janvier 2017, contre les Bruins de l'UCLA, elle établit son record de la saison avec 29 points en 11 tirs réussis sur 15. Elle est nommée à la fois All-Pac-12 Conference et Pac-12 All Freshman la même année; la 18e joueuse de l’histoire du Pac-12 à réaliser l’exploit.

#### Sophomore

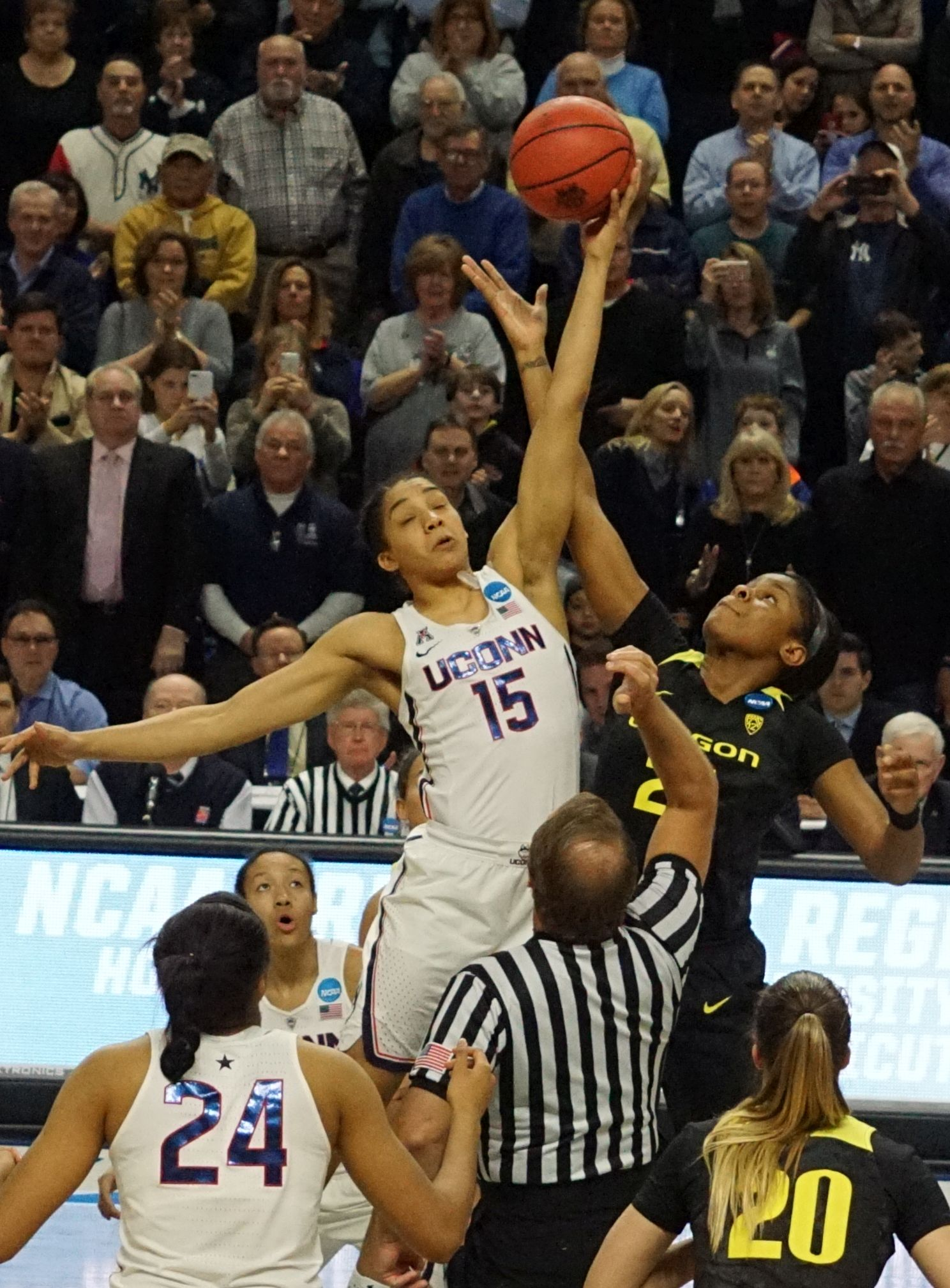
Ruthy Hebard (en noir) face à Gabby Williams (en blanc) en 2017

Elle est titulaire dans 37 des 38 matchs des Ducks de l'Oregon lors de la saison 2017-2018 et aide les Ducks à se qualifier pour le Elite Eight (quart de finale du tournoi final) de la NCAA pour la deuxième année consécutive. Elle marque en moyenne 17,6 points et prend 9,0 rebonds par match. Le 9 février 2018, Hebard établit un nouveau record personnel avec 30 points en 13 tirs sur 15 et 14 rebonds dans un match contre les Huskies de Washington. Au cours du même mois, elle établit le record (masculin et féminin confondu) de la NCAA pour le plus grand nombre consécutif de tirs à deux points réussis avec 33. Elle est de nouveau nommée All-Pac-12.

#### Junior
Hebard marque en moyenne 16,1 points et prend 9,1 rebonds par match pour la saison 2018-2019 et aide les Ducks à atteindre leur tout premier Final Four du tournoi de la NCAA. Elle marque 67 % de ses tirs durant la saison, soit la deuxième meilleure efficacité de tir de la NCAA, et est parfaite au tir durant deux matchs (9 sur 9 dans une victoire contre l’Armée de l’Air et 10 sur 10 dans une victoire contre les Buffaloes du Colorado). Elle est nommée dans l’équipe All-Pac-12 pour la troisième année consécutive.

#### Senior
Lors de la saison 2019-2020, durant une déroute de 104 à 46 des Buffaloes du Colorado le 3 janvier 2020, Hebard marque 21 points et devient la 12e joueuse de l’histoire de la conférence Pac-12 à dépasser le cap des 2 000 points en carrière. Elle rejoint Sabrina Ionescu comme les deux seuls joueuses actives de la Pac-12 avec plus de 2 000 points marqués.

### Carrière professionnelle

#### Début professionnelle
Ruthy Hebard est sélectionnée en 8e position lors de la draft WNBA 2020 par les Sky de Chicago.
Ruthy Hebrad commence la saison WNBA 2020 le 26 juillet 2020 lors d'une victoire 88 à 86 face aux Aces de Las Vegas avec 4 points et 2 rebonds en 7 minutes de jeu. Elle établit un record en carrière le 11 août 2023 avec 11 points face au Storm de Seattle. Elle égale ce record à deux reprises au cours de la saison avant de le battre le 1er septembre 2023 face au Fever de l'Indiana avec 12 points et surtout, ce jour-là, elle réalise le premier double-double de sa carrière avec également 11 rebonds. Elle établit un nouveau record en carrière le 12 septembre 2023 face aux Wings de Dallas avec 22 points. Elle termine sa saison rookie avec 22 matchs de saison régulière disputés (et 1 match de playoffs) pour des moyennes par match de 5,7 points et 2,0 rebonds pour 14,5 minutes de jeu.
Lors de la saison WNBA 2021, Ruthy Hebard réalise un deuxième double-double avec 18 points (qui est son record de points de la saison) et 10 rebonds le 20 mai 2021 face au Dream d'Atlanta. Puis, 3 jours plus tard, elle en réalise un nouveau avec 15 points et 10 rebonds face au Liberty de New York. Elle réalise un nouveau double-double le 5 juin 2023 avec 14 points et 10 rebonds face aux Sparks de Los Angeles. Elle termine cette saison régulière avec 30 matchs joués pour des moyennes par match de 5,8 points et 4,4 rebonds en 16,8 minutes de jeu. Durant les playoffs WNBA 2021, elle dispute 5 matchs mais joue très peu avec une moyenne de 3 minutes par match pour 0,8 point et 0,2 rebond. Elle remporte le titre de WNBA avec le Sky.
Lors de la saison WNBA 2022, elle dispute 24 matchs de saison régulière sans jamais être titulaire pour des moyennes par match de 2,3 points et 1,7 rebond pour 9,7 minutes de jeu.
Ruthy Hebard annonce qu’elle est enceinte et donne naissance, avant la saison WNBA 2023, à un petit garçon. En raison de l’accouchement, elle est placée sur la liste Inactif/Grossesse pour commencer la saison. Le 3 juillet 2023, le Sky active Hebard. Elle commence sa saison le 10 juillet 2023 face au Dream d'Atlanta. Durant cette saison, elle dispute 19 matchs de saison régulière pour des moyennes par match de 3,9 points et 2,4 rebonds pour 9,2 minutes de jeu. À l'issue de la saison, elle devient agent libre avec restriction pour 2024.

### Carrière en Europe
Après sa première saison de WNBA, Ruthy Hebard signe avec Nesibe Aydın GSK (en) dans le championnat de Turquie. Son équipe termine la saison régulière en troisième place. En playoffs, elles perdent contre Galatasaray SK en demi-finale après avoir été battues 58-70 dans le dernier match de la série. Le meilleur match de Ruthy Hebard en saison régulière se déroule lors de la 9e journée contre Beşiktaş JK lorsqu’elle marque 34 points et saisit 20 rebonds. En playoffs, son meilleur match est le premier match de la demi-finale contre Galatasaray, où elle marque 22 points et saisit 14 rebonds. Nesibe remporte le match 71-68.
À l'issue de la saison WNBA 2021, elle s'engage dans le championnat italien avec le Virtus Eirene Raguse pour la saison 2021-2022.
À l’été 2022, Ruthy Hebard signe avec le KSC Szekszárd qui évolue dans le championnat hongrois (en) et l’EuroLigue féminine. Elle met fin à son contrat avec l’équipe à la mi-février 2023 pour des raisons personnelles.

### En équipe nationale
Ruthy Hebard représente l'équipe des États-Unis de basket-ball à trois lors des Jeux panaméricains 2019 à Lima. Elle y remporte la médaille d'or avec son équipe composée de Sabrina Ionescu, Olivia Nelson et Christyn Williams. Elle est aussi championne des États-Unis du tournoi 3×3 féminin en 2018 et 2019, déjà avec Sabrina Ionescu.

### Carrière d'entraîneuse
Le 2 octobre 2023, elle s'engage avec l'équipe de basket-ball féminine universitaire des Horned Frogs de TCU comme entraîneuse adjointe pour la saison 2023-2024.

### Vie personnelle
Née à Chicago, elle est adoptée par John et Dorothy Hebard et déménage immédiatement pour Fairbanks, dans l'Alaska. Elle est la deuxième enfant adopté par le couple Hebard.

## Statistiques

### États-Unis

#### Université
| Gras/Meilleures performances | [ 23 ] |

| Saison                    | Équipe                    | MJ  | M5  | Min  | %T   | %3  | %LF  | Rb   | PD  | Int | Ctr | BP  | F   | Pts  |
| ------------------------- | ------------------------- | --- | --- | ---- | ---- | --- | ---- | ---- | --- | --- | --- | --- | --- | ---- |
| 2016-2017                 | Ducks de l'Oregon         | 37  | 35  | 27,3 | 58,8 | 0,0 | 70,1 | 8,5  | 0,8 | 1,3 | 0,5 | 2,2 | 2,3 | 14,9 |
| 2017-2018                 | Ducks de l'Oregon         | 37  | 37  | 30,3 | 66,0 | 0,0 | 68,4 | 9,0  | 0,6 | 1,2 | 1,6 | 1,6 | 2,1 | 17,6 |
| 2018-2019                 | Ducks de l'Oregon         | 37  | 36  | 28,7 | 67,0 | 0,0 | 67,8 | 9,1  | 1,0 | 0,9 | 0,8 | 1,3 | 1,9 | 16,1 |
| 2019-2020                 | Ducks de l'Oregon         | 33  | 33  | 28,7 | 68,5 | 0,0 | 69,5 | 9,6  | 1,5 | 1,0 | 1,1 | 1,5 | 2,0 | 17,3 |
| Total : moyenne par match | Total : moyenne par match |     |     | 28,7 | 65,1 | 0,0 | 68,9 | 9,0  | 0,9 | 1,2 | 1,0 | 1,7 | 2,1 | 16,4 |
| Totaux                    | Totaux                    | 144 | 141 | 4134 | 987  | 0   | 394  | 1299 | 135 | 169 | 146 | 238 | 303 | 2368 |

### En WNBA
Saison régulière
| Championne WNBA | Gras/Meilleures performances | [ 24 ] |

| Saison                    | Équipe                    | MJ | M5 | Min  | %T   | %3  | %LF  | Rb  | PD  | Int | Ctr | BP  | F   | Pts |
| ------------------------- | ------------------------- | -- | -- | ---- | ---- | --- | ---- | --- | --- | --- | --- | --- | --- | --- |
| 2020                      | Sky de Chicago            | 22 | 6  | 14,5 | 68,2 | -   | 75,0 | 3,9 | 0,3 | 0,5 | 0,4 | 0,7 | 1,6 | 5,7 |
| 2021                      | Sky de Chicago            | 30 | 6  | 16,8 | 52'9 | 0,0 | 79,4 | 4,4 | 0,8 | 0,7 | 0,7 | 0,6 | 2,0 | 5,8 |
| 2022                      | Sky de Chicago            | 24 | 0  | 9,7  | 51,0 | -   | 75,0 | 1,7 | 0,5 | 0,3 | 0,1 | 0,5 | 1,2 | 2,3 |
| 2023                      | Sky de Chicago            | 19 | 0  | 9,2  | 58,5 | -   | 65,0 | 2,4 | 0,4 | 0,3 | 0,4 | 0,2 | 1,3 | 3,9 |
| Total : moyenne par match | Total : moyenne par match |    |    | 13,0 | 57,5 | 0,0 | 74,3 | 3,2 | 0,5 | 0,5 | 0,4 | 0,5 | 1,6 | 4,5 |
| Totaux                    | Totaux                    | 95 | 12 | 1232 | 187  | 0   | 55   | 305 | 49  | 43  | 38  | 50  | 148 | 429 |

Playoffs
| Saison                    | Équipe                    | MJ | M5 | Min  | %T   | %3  | %LF | Rb  | PD  | Int | Ctr | BP  | F   | Pts |
| ------------------------- | ------------------------- | -- | -- | ---- | ---- | --- | --- | --- | --- | --- | --- | --- | --- | --- |
| 2020                      | Sky de Chicago            | 1  | 1  | 18,0 | 50,0 | -   | -   | 2,0 | 0,0 | 0,0 | 1,0 | 2,0 | 2,0 | 4,0 |
| 2021                      | Sky de Chicago            | 5  | 0  | 3,0  | 100  | -   | -   | 0,2 | 0,0 | 0,0 | 0,0 | 0,0 | 0,6 | 0,8 |
| 2022                      | Sky de Chicago            | 4  | 0  | 4,3  | 20,0 | 0,0 | -   | 1,3 | 0,3 | 0,5 | 0,0 | 0,3 | 0,3 | 0,5 |
| 2023                      | Sky de Chicago            | 2  | 0  | 7,0  | 25,0 | -   | -   | 1,0 | 0,0 | 1,0 | 0,5 | 0,0 | 1,0 | 1,0 |
| Total : moyenne par match | Total : moyenne par match |    |    | 5,3  | 40,0 | 0,0 | -   | 0,8 | 0,1 | 0,3 | 0,2 | 0,3 | 0,7 | 1,0 |
| Totaux                    | Totaux                    | 12 | 1  | 64   | 6    | 0   | 0   | 10  | 1   | 4   | 2   | 3   | 8   | 12  |

## Palmarès et distinctions

### Palmarès
- Médaille d'or en basket-ball à trois aux jeux panaméricains en 2019.
- 2× Championne des États-Unis du tournoi 3x3 féminin (2018 et 2019)
- Championne WNBA en 2021.

### Distinctions personnelles
- 3× Alaska Gatorade Player of the Year (2013, 2014, 2015)
- 3x All-Pac-12 Conference (2017, 2018, 2019)
- Pac-12 All Freshman (2017)
- 2× Katrina McClain Award (en) (2018, 2020)
- First-team All-American (2020)